# Güven, Güngören
Güven là một xã thuộc huyện Güngören, tỉnh Istanbul, Thổ Nhĩ Kỳ.